# Уокер, Марси
Марси Уо́кер (англ. Marcy Walker; род. 26 ноября 1961, Падьюка, Кентукки) — американская актриса мыльных опер.

## Жизнь и карьера
Уокер родилась в Падуке, штат Кентукки. В 1981 году она получила роль Лизы Колби в дневной мыльной опере «Все мои дети» и в 1983 и 1984 годах номинировалась на Дневную премию «Эмми» за лучшую женскую роль второго плана. 
В 1984 году она покинула шоу ради новой мыльной оперы «Санта-Барбара», где шесть последующих лет играла Иден Кэпвелл.
В 1989 году Уокер выиграла свою первую и единственную Дневную премию «Эмми» за лучшую женскую роль.
В 1991 году, после десяти лет работы в дневных мыльных операх, она получила главную роль в прайм-тайм сериале Palace Guard, но шоу было снято с эфира после трех эпизодов.
Уокер вернулась в дневные сериалы в 1993 году с ролью в шоу «Направляющий свет». А в 1995 году снова начала играть в «Все мои дети». Помимо этого в начале девяностых она снялась в нескольких телефильмах, а также в незаказанном телевизионном пилоте Bar Girls с Джоанной Кэссиди.
Уокер покинула «Все мои дети» в 2005 году и ушла на пенсию, став христианским пастором в маленьком городке в Оклахоме.

## Мыльные оперы
- 1981—1984, 1991, 1995—2004, 2005 — Все мои дети / All My Children
- 1984—1991 — Санта-Барбара / Santa Barbara
- 1993—1995 — Направляющий свет / Guiding Light

## Фильмы
- 1985 — Жаркий курорт/ Фрэнни
- 1988 — Возвращение отчаянного / Кейтлин Джонс
- 1990 — Перри Мейсон: Дело о вынужденном обмане / Мэри Ремзи
- 1990 — Крошки 1990/ Синди
- 1990 — Плохие девушки/ Мелани Ростон
- 1992 — Дитя полуночи / Кэйт
- 1992 — Преследуемая женщина/ Энн Демски
- 1993 — Игра Ника/ Макс
- 1994 — Разговоры о сексе/ Рэйчел Парсонс
- 1995 — Сумеречный ужас / Ребекка/ Кристина
- 1996 — Угон школьного автобуса/ Лейтенант Кэти Леоне